# Balafon Music Awards
Les Balafon Music Awards sont des récompenses qui priment chaque année les meilleurs artistes et acteurs de l'industrie musicale au Cameroun. Créés en 2013 par la station de radio privée Radio Balafon, les Balafon Music Awards sont l'une des cérémonies de récompenses les plus prestigieuses du Cameroun.  
La dixième édition des Balafon Music Awards s'est tenue le 17 novembre 2022 à la Place St David de Bonanjo à Douala.

## Histoire
Les Balafon Music Awards sont créés en 2003 par Cyril Bojiko, le promoteur de Radio Balafon. La première édition se tient en décembre 2013 et fait un hommage à l'artiste de Makossa Nelle Eyoum Emmanuel.
Les nominations aux Balafon Music Awards se font par les acteurs de l'industrie musicale au Cameroun. En effet, chaque année 100 personnalités camerounaises de la scène musicale sont sélectionnées pour proposer chacun 03 noms dans chacune des catégories en compétition. Les artistes ayant été nommés le plus de fois dans chacune des catégories sont alors retenus comme finalistes. Les lauréats de chaque catégorie sont choisis sur la base du vote du public qui se par SMS et en ligne sur le site de Radio Balafon.
Les Balafons Music Awards se sont tenus chaque année depuis leur création en 2013. Les dix premières éditions se sont tenues dans la ville de Douala dans le hall de la Place St David, salle de fête situé au quartier Bonanjo. 

## Catégories
Le nombre de catégories et leur dénomination a évolué au fil des années. L'on est passé de 16 catégories en 2013 à 12 catégories en 2019 avec la suppression des prix régionaux et de certaines catégories comme Meilleur single/EP, Meilleure chanson d'inspiration divine / Meilleur chanson Gospel, Meilleure chanson traditionnelle / Meilleur artiste de musique tradi-moderne et Chanson la plus téléchargée sur MTN ZIK (décernée en 2018 uniquement).
- Balafon Spécial
- Balafon d'honneur
- Artiste masculin de l'année
- Artiste féminin de l'année
- Révélation masculine de l'année
- Révélation féminine de l'année
- Meilleur vidéo-clip
- Meilleure chanson d'inspiration divine
- Meilleure chanson d'inspiration traditionnelle
- Voix masculine de l'année
- Voix féminine de l'année
- Album de l'année
- Chanson de l'année
- Meilleure collaboration

### Anciennes Catégories
- Meilleur single/EP (2013 - 2018)
- Meilleur artiste de musique tradi-moderne (2016 uniquement)
- La chanson la plus téléchargée sur MTN ZIK (2018 uniquement)
- Artiste International (2013 - 2015)
- Artiste Régional du Grand Centre (2013 - 2015)
- Artiste Régional du Grand Ouest (2013 - 2015)
- Artiste Régional du Grand Nord (2013 - 2015)
- Artiste Régional du Grand Littoral (2013 - 2015)
- Meilleure Reprise (2014)

## Lauréats

### Édition 2013
La première édition des Balafon Music Awards s'est tenue le 13 décembre 2013 à la place St David de Douala. Les artistes primés étaient
- Balafon d'Honneur : Anne Marie Nzié, André Marie Tala et Eko Roosevelt.
- Chanson de l'année : Coco Argentée
- Album de l'année: Dube L'am de Charlotte Dipanda
- Voix féminine de l'année : Charlotte Dipanda
- Meilleur clip vidéo : Hein père de Stanley Enow[9]

### Édition 2014
Voici le palmarès de l’édition 2014 des Balafon Music Awards tenu le 16 décembre 2014,.
- Chanson de l'année : Pala Pala de Mani Bella
- Album de l’année : Tresor  de Coco Argentee
- Meilleur nouvel artiste : Dynastie Le Tigre
- Artiste international : Stanley Enow
- Artiste régional du Grand Centre : Val Chammar
- Artiste régional du Grand Ouest : Marole Tchamba
- Artiste régional du Grand Nord : Selagai
- Artiste régional du Grand Littoral : Groupe Mouyengue
- Clip de l’année : Pala Pala (Mani Bella)
- Spectacle de l’année : X Maleya à l'Olympia
- Artiste de l’année : Coco Argentée
- Meilleur featuring : Coco Argentee feat. Andre Marie Tala
- Meilleure reprise : Sina Loba d'Eboa Lotin de X-Maleya

### Édition 2015
Voici le palmarès de l’édition 2015 des Balafon Music Awards
- Artiste régional du Grand Centre-Sud : Lab'l
- Artiste régional du Grand Littoral : Hervé Nguebo
- Artiste régional du Grand Ouest : Amina Rasta
- Artiste régional du Grand Nord : François Lenoi
- Voix masculine de l'année : Dynastie LeTigre
- Voix féminine de l'année: Charlotte Dipanda
- Chanson de l'année : Coller la Petite de Franko
- Meilleur featuring : Coco Argentee feat. Andre Marie Tala
- Révélation de l’année : Lab'l
- Meilleur Concert de L’année : X Maleya Canada Montréal
- Clip populaire de l’année : Coller la Petite par Franko
- Album de l’année : Massa de Charlotte Dipanda
- Artiste de l’année : Charlotte Dipanda

### Édition 2016
Voici le palmarès de l’édition de 2016 des Balafon Music Awards tenu le 8 décembre 2016 à la Place St David à Douala,,,
- Artiste féminine de l’année : Lady Ponce
- Artiste masculin de l’année : X-Maleya
- Meilleure chanson de l’année : On va gérer de Mr Leo
- Meilleur album de l’année : Playlist de X-Maleya
- Meilleure voix féminine de l’année : Daphne
- Meilleure voix masculine de l’année : Mr. Leo
- Meilleur artiste de musique sacrée : Lab'l
- Meilleur artiste de musique tradi-moderne : Soumi
- Révélation féminine de l’année : Blanche Bailly
- Révélation masculine de l’année : Locko
- Meilleur featuring de l’année : Ndolo par Daphne Njie  & Ben Decca
- Meilleur vidéogramme de l’année : Dans la Sauce de Reniss
- Balafon spécial: Foly Dirane, Salatiel, Alain Noumsi, Jacques Logmo
- Balafon d’honneur : Sissy Dipoko, Dina Bell, Jean Dikoto Mandengue, Aladji Touré

### Édition 2017
Voici le palmarès de l’édition de 2016 des Balafon Music Awards tenu le 13 décembre 2017
- Prix spécial du jury : Alpha Better Records
- Prix d’honneur: Aladji Touré, Nkotti François, Toto Guillaume
- Artiste de l’année : Tenor
- Meilleure chanson inspiration divine : Thank you Lord de Locko
- Meilleure chanson traditionnelle : Jumeaux de Dj Gérard ben
- Révélation de l’année : Tenor
- Meilleure collaboration : Supporter  par Locko & Mr Leo
- Meilleur clip de l’année. : Bad Things de Tenor
- Chanson de l’année :  Calée par Daphne
- Meilleure voix féminine : Daphne
- Meilleure voix Masculine : Mr Leo
- Meilleur maxi single/EP : Mr Leo
- Album de l’année : Fleur & Venus de Sergeo Polo

### Édition 2018
Voici le palmarès de l’édition de 2018  des Balafon Music Awards tenu le 12 décembre 2018,,
- Artiste féminin de l’année : Daphné
- Artiste masculin de l’année : Mr Leo
- Balafon d’honneur : Moni Bile et  Charles Lembe
- Balafon spécial (Meilleur Réalisateur Vidéo) : Dr Nkeng Stephen
- Meilleure chanson inspiration traditionnelle : Ella  de Lady Ponce
- Meilleure voix féminine de l’année: Charlotte Dipanda
- Voix masculine de l’année: Locko
- Meilleur artiste International : Fanicko
- Groupe de l'année : Featurist
- Meilleure collaboration: Balancé  par Ko-C & Tenor
- Vidéogramme l’année: Sista par Charlotte Dipanda feat. Yemi Alade
- Chanson de l’année: Souffrance d’Amour de Ben Decca
- Album de l’année: The Bridge de Locko
- La chanson la plus téléchargée sur MTN ZIK : Balancé  par Ko-C & Tenor

### Édition 2019
Voici le palmarès de l’édition de 2019 des Balafon Music Awards tenu le 12 décembre 2019,.
- Artiste féminin de l’année : Daphne
- Artiste masculin de l’année : Salatiel
- Balafon d’honneur : Georges Dickson
- Balafon Spécial: Nyangono du Sud
- Voix féminine de l’année: Nabila
- Voix masculine de l’année: Locko
- Meilleure collaboration: My way par Stanley Enow, Locko & Tzy Panchak
- Vidéogramme l’année: Anita  par Salatiel
- Révélation féminine de l’année: Kameni
- Révélation masculine de l’année: Aveiro Djess
- Chanson de l’année: Souffrance d’Amour de Ben Decca
- Album de l’année: Cloud 9 de Locko

### Édition 2020
Le palmarès la huitième édition des Balafon Music Awards s'est tenue à Douala le 10 décembre 2020,:
- Artiste féminin de l’année: Kameni
- Artiste masculin de l’année : Ko-c
- Balafon d’honneur: Salle John
- Balafon Spécial: Le Mouvement des artistes camerounais pour la paix
- Chanson de l’année: Laisse moi t'aimer de Darina Victry
- Révélation féminine de l’année: Darina Victry
- Voix féminine de l’année: Darina Victry
- Voix masculine de l’année: Locko
- Meilleure collaboration: Tommorrow par Tzy Panchak, Vivid et Gasha
- Vidéogramme l’année: Les mêmes choses de Locko
- Révélation masculine de l’année: Les médecins de Medeline
- Album de l’année: Locked Up de Locko

### Édition 2022
Voici les nommés pour les Balafon Music Awards 2022 (pour certaines catégories),.

## Récompenses multiples
- 8  Balafon Music Awards: Locko
- 7 Balafon Music Awards :  Charlotte Dipanda
- 6 Balafon Music Awards : Mr Leo, Daphne
- 5 Balafon Music Awards :  X-Maleya, Coco Argentée
- 4 Balafon Music Awards : Tenor
- 3 Balafon Music Awards : Ben Decca, Salatiel, André Marie Talla, Darina Victry